# Mountain (gruppo musicale)
I Mountain sono un gruppo hard rock fondato a New York nel 1969.

## Storia
I Mountain hanno origine dal gruppo The Vagrants, assai popolare a Long Island e nel quale militava il chitarrista Leslie West. Nonostante la realizzazione del brano Respect, portato in seguito a un grande successo da Aretha Franklin, la loro produzione discografica non ebbe soddisfacente riscontro e per questo si sciolsero. Felix Pappalardi, produttore dei Cream, nel 1969 decise di sfruttare il modulo del gruppo di Eric Clapton e formò un trio nel quale suonava il basso ed era affiancato da West alla chitarra e da Norman D. Smart alle percussioni. Con questa formazione i neonati Mountain esordirono nel luglio del 1969 al Fillmore West, e poi calcarono il palco del Festival di Woodstock. Dopo il successo delle esibizioni live, Smart fu avvicendato da Corky Laing, e il tastierista Steve Knight si aggiunse al gruppo. Questa lineup fu in sala di registrazione per incidere il primo album, Climbing!, che conteneva il brano di successo Mississippi Queen, LP pubblicato nel febbraio del 1970.

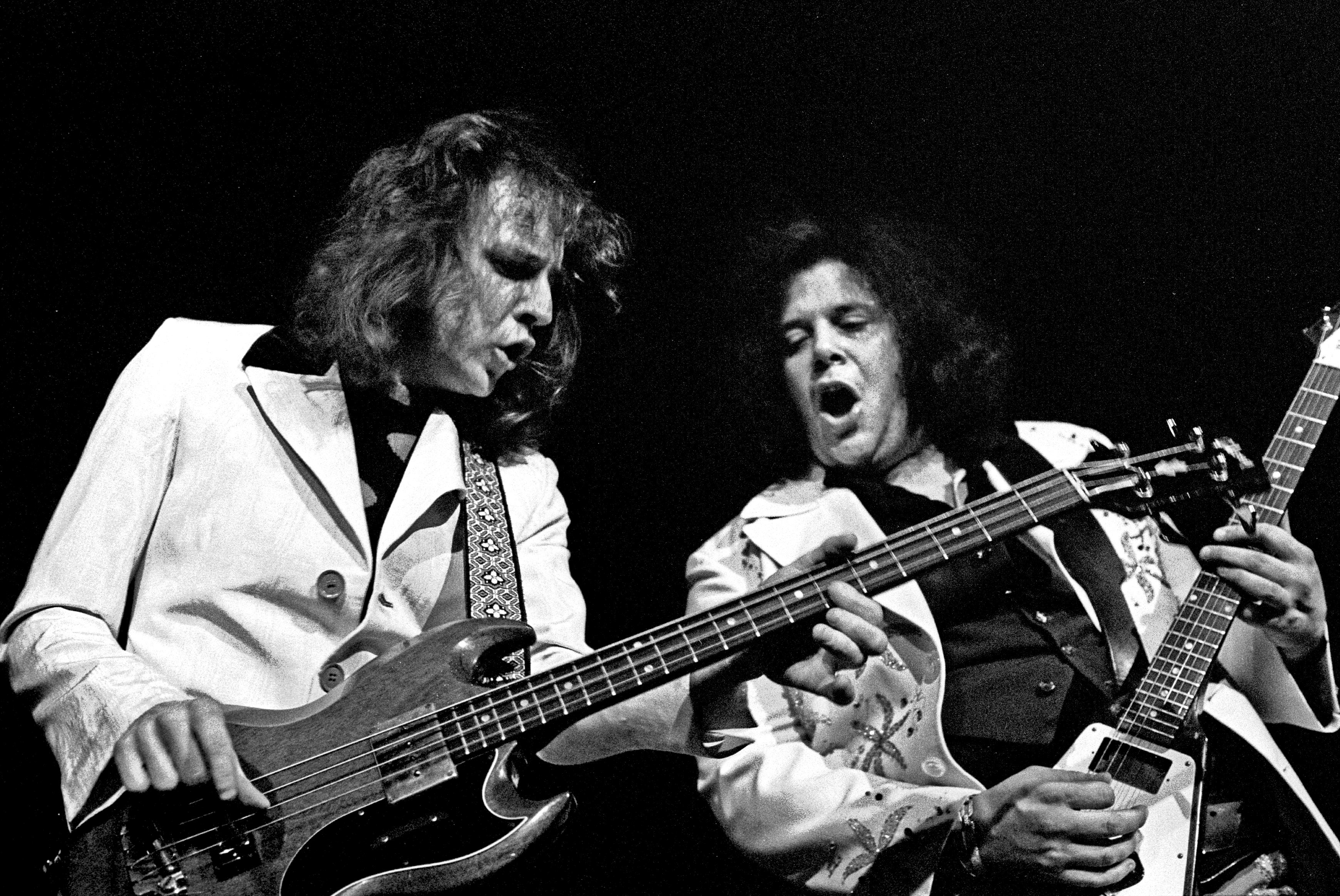
Jack Bruce e Leslie West

L’anno successivo il gruppo partecipò all'Atlanta International Pop Festival a fianco di Allman Brothers, Cactus e diverse altre formazioni, e pubblicò il secondo album, Nantucket Sleighride, che ottenne un buon successo di vendite tanto da fargli guadagnare il disco d’oro, e a seguire un album live. Ma la ricetta musicale iniziò a logorarsi: Pappalardi decise di abbandonare la formazione, Knight si perse per strada, e i due elementi rimasti si costituirono in trio con l’innesto di Jack Bruce, ribattezzandosi West, Bruce and Laing. Anche in questo caso la nuova formazione produsse due album in studio di discreto successo, Why Dontcha del 1972 e Whatever Turns You On pubblicato l’anno seguente, e un terzo dal vivo, Live 'n' Kickin' , prima della cui apparizione il gruppo si era già sciolto.
Negli anni che seguirono vi furono vari tentativi di rimettere in piedi il trio, e a volte vi partecipò anche Pappalardi che però aveva precedentemente subito danni all’udito a causa del volume eccessivo delle amplificazioni. Il gruppo si presentò negli anni ottanta come New Mountain e poi come Leslie West Band. Dopo la morte violenta di Pappalardi, il 1985 vide la pubblicazione di Go for Your Life, firmato dal trio West, Laing e Mark Clarke, quest’ultimo proveniente dai Colosseum; nella seconda metà del decennio Laing si staccò dalla formazione originaria per formare un proprio gruppo musicale che si dedicò al genere blues fruendo della collaborazione temporanea di musicisti di fama, uno fra tutti Mick Taylor.

## Stile musicale
I Mountain si inserirono nella scia dei Cream ricalcandone le sonorità che risultarono assai simili a quelle del gruppo inglese anche se maggiormente graffianti e dure, e perciò si allontanarono sin dal primo LP dai modelli blues proponendo un sound che fece da precursore all’heavy metal, elemento che emerse specialmente nel brano Mississippi Queen. Il successivo album vide affiorare tratti di musica psichedelica, e nel disco Flowers of Evil si alternarono il rock tagliente della title track, passaggi gotici in Last Cold Kiss, il blues di Crossroader, tocchi orientaleggianti in Pride and Passion. Il moog fa dell’album seguente, Whatever Turns You On, uno dei primi dischi di hard rock che vedono l’uso dei sintetizzatori.

## Formazione

### Formazione attuale
- Leslie West - voce, chitarra (1969-2020)
- Rev Jones - basso (2008-presente)
- Corky Laing - batteria (1970-presente)

### Ex componenti
- Felix Pappalardi - basso
- Steve Knight - tastiere, organo

## Discografia

### Album in studio
- 1970 - Climbing! (Windfall Records, 4501)
- 1971 - Nantucket Sleighride (Windfall Records, 5500)
- 1971 - Flowers of Evil (Windfall Records, 5501) in parte in studio ed in parte live
- 1974 - Avalanche (Columbia/Windfall Records, KC 33088)
- 1985 - Go for Your Life (Scotti Bros. Records, FZ 40006)
- 1996 - Man's World (Viceroy Music Records, VIA 8033-2)
- 2002 - Mystic Fire (Lightyear Entertainment, 54492-2)
- 2007 - Masters of War (Big Rack Records)

### Live
- 1972 - Mountain Live: The Road Goes Ever On (Windfall Records, 5502)
- 1974 - Twin Peaks (Columbia/Windfall Records, PG 32818)
- 1998 - LIVE (Double Classics Records, DC 31019) 2 CD
- 2000 - Greatest Hits Live! (King Biscuit Flower Hour Records, 70710-88047)
- 2002 - Roll Over Beethoven (Disky Records, SI 792232)
- 2003 - From the Front Row...Live! (Silverline Records, 288175-9)
- 2004 - Eruption (Fuel Records, 302 061 425 2) 2 CD
- 2004 - Swing Auditorium, San Bernardino, CA, 20 December 1971 (Voiceprint Records, VPTMQ10CD)
- 2004 - Shepherds Bush Empire, London, with John Entwhistle, 17 September 1997 (Voiceprint Records, VPTMQ11CD)
- 2004 - Capitol Theater, Passaic, New Jersey, 30 December 1973 (Voiceprint Records, VPTMQ12CD)
- 2005 - The Ritz Theater, New York 17 September 1985 (Voiceprint Records, VPTMQ13CD)
- 2005 - Fillmore East, New York, NY, 28 December 1970 (Voiceprint Records, VPTMQ014CD)
- 2005 - Capitol Theater, Passaic, New Jersey, 1974 (Voiceprint Records, VPTMQ15CD)
- 2005 - Woodstock Festival/New Canaan H.S. 1969 (Voiceprint Records, VPTMQ17CD)
- 2005 - Pineknob Theater, Detroit, Michigan, 7 June 1985 (Voiceprint Records, VPTMQ18CD)
- 2005 - Karlshamn, Sweden, 1994 (Voiceprint Records, VPTMQ19CD) 2 CD
- 2005 - Canadian Festival Express, 1970 (Voiceprint Records, VPTMQ020CD)
- 2005 - Brandwine Club, Chadd's Ford, PA, 27 May 1981 (Voiceprint Records, VPTMQ022CD)
- 2005 - Olympic Auditorium, Los Angeles, CA, 7 March 1970 (Voiceprint Records, VPTMQ023CD)
- 2006 - Renfrew Ferry, Glasgow, Scotland, 26 February 2005 (Voiceprint Records, VPTMQ046CD)
- 2006 - New Year Concert 1971 (Voiceprint Records, VPTMQ047CD) 2 CD
- 2006 - Ludwigsberg, Germany, 28 April 1996 (Voiceprint Records, VPTMQ048CD)
- 2006 - Tempe, Arizona, 2 February 1982 (Voiceprint Records, VPTMQ049CD)
- 2006 - The Best of Mountain Live (St. Clair Records, ART 62632)
- 2007 - Sixty Minutes with Mountain (Voiceprint Records, VP6006CD)
- 2010 - Live in NYC (The Great American Music Company, CD-GA-212)
- 2011 - Live in Texas 2005 (Floating World, FLOATD6078)

### Raccolta
- 1973 - The Best of Mountain (Columbia/Windfall Records, KC 32079)
- 1992 - On Top (Sony Music Entertainment Inc., A 22625)
- 1995 - Over the Top (Columbia/Legacy Records, C2K 57167) 2 CD
- 1998 - Super Hits (Columbia/Legacy Records, CK 65703)
- 2000 - Extended Versions: The Encore Collection (BMG Records, 75517456982)
- 2004 - The Very Best Of (Columbia Records, 514837 2)
- 2010 - Crossroader: An Anthology 1970-1974 (Esoteric Recordings, ECLEC 22230) 2 CD
- 2011 - Setlist: The Very Best of Mountain Live (Columbia/Legacy Records, 088697 91429 2)
- 2013 - Playlist: The Very Best of Mountain (Columbia/Legacy Records, 888751505926)